# Mohamed Amine Oumessad
Mohamed Amine Oumessad est un joueur algérien de volley-ball, né le 22 décembre 1986, à Alger.

## Clubs
| Club                  | Pays    | De        | À         |
| --------------------- | ------- | --------- | --------- |
| Mouloudia d'Alger     | Algérie | 2005-2006 |           |
| Al Ahly               | Égypte  | 2016-2017 | 2016-2017 |
| NR Bordj Bou Arreridj | Algérie |           |           |

## Palmarès

### En club
- Championnat d'Algérie avec le MCA en 2006 , 2007
- Coupe d'Algérie avec le MCA en  2007
- Vainqueur Championnat d'Afrique des clubs champions : 2007
- 3e place au Championnat d'Afrique des clubs champions : 2006

### Enéquipe d'Algérie
- champion maghrébin en cadets
- vice-champion d’Afrique en cadets
- médaillé de bronze aux 3es Jeux islamiques 2005 à Riyad
- 3e place au championnat arabe à Manama 2006
- médaillé de bronze aux 9es Jeux africains 2007 à Blida

- Finaliste des Jeux africains : 2019